# Friedrich von Loë
Friedrich Karl Alexander Clemens Freiherr von Loë (* 6. August 1787 in Mheer; † 27. Dezember 1849 auf Schloss Wissen) war ein rheinischer Adliger aus dem Adelsgeschlecht Loë und Politiker.

## Leben
Von Loë war der Sohn des Rittergutsbesitzers und Politikers Edmund von Loë (1749–1813) und dessen Ehefrau Maria Adolphine Alexandrine Pauline Josepha Gräfin von Merveldt (getauft 25. Januar 1766 in Münster; † 21. Dezember 1812 auf Schloss Wissen). Er war katholisch und heiratete am 14. Mai 1815 Luise Gräfin Wolff Metternich zur Gracht (* 2. April 1800 in Münster; † 27. Juli 1837 in Köln). Nach dem Tod der ersten Ehefrau heiratete er am 24. April 1841 in zweiter Ehe Sophia Freiin von Fürstenberg verw. Freifrau von Mellin (* 18. Juli 1790 in Hürten; † 9. Oktober 1860 in Füchte). Aus der ersten Ehe stammten die Söhne Maximilian August und Felix.
Von Loë besuchte 1804 bis 1807 die Kriegsschule in Paris und wurde Lieutenant des 16. Regiments der Chasseurs. Im November 1809 wurde er zum Oberleutnant befördert und nahm im Juli 1810 seinen Abschied.
Er lebte als Rittergutsbesitzer auf Schloss Wissen. Daneben war er Besitzer einer Korn-, Öl- und Sägemühle. 1812 wurde er Maire von Weeze. Er war Kreisdeputierter im Kreis Geldern. Von Dezember 1826 bis 1845 war er Abgeordneter im Provinziallandtag der Rheinprovinz und nahm 1847 am Ersten Vereinigten Landtag teil. Ab November 1831 war er Präsident der Clevischen Ritterschaft. Er gehörte am 15. Oktober 1840 als Vertreter des Kreises Geldern der Deputation zur Huldigung von König Friedrich Wilhelm IV. an. Er war königlich preußischer Kammerherr und wurde 1847 mit dem Roten Adlerorden 3. Klasse ausgezeichnet.